# Bat Out of Hell
Bat Out of Hell er det andet studiealbum af den amerikanske rockmusiker Meat Loaf. Det er hans første samarbejde med komponisten Jim Steinman og blev udgivet 21. oktober 1977. Det er et af de bedst sælgende albums nogensinde og har solgt over 43 millioner eksemplarer på verdensplan. Blandt de bedst kendte sange fra albummet er "Paradise by the Dashboard Light" og "Bat Out of Hell".
Musikken er inspireret af Steinmans forkærlighed for Richard Wagner, Phil Spector, Bruce Springsteen og The Who. Bat Out of Hell er blevet certificeret af Recording Industry Association of America som et platinalbum fjorten gang. I maj 2015 havde det tilbragt 485 uger på UK Albums Chart. Albummet blev en af de mest indflydelsesrige og ikoniske albums nogensinde og sangene er blevet klassikere inden for rockgenren.
Albummets titel blev brugt til yderligere to af Meat Loafs albums. Steinman producerede Bat Out of Hell II: Back into Hell (1993) og Desmond Child producerede Bat Out of Hell III: The Monster Is Loose (2006).

## Spor
Side et
1. "Bat Out of Hell" - 9:53
2. "You Took the Words Right Out of My Mouth (Hot Summer Night)" (intro indtalt af Steinman og Marcia McClain) - 5:04
3. "Heaven Can Wait" - 4:38
4. "All Revved Up with No Place to Go" - 4:19

Side to
1. "Two Out of Three Ain't Bad" - 5:23
2. "Paradise by the Dashboard Light" (duet med Ellen Foley) (I. Paradise / II. Let Me Sleep On It / III. Praying for the End of Time) - 8:28
3. "For Crying Out Loud" - 8:45